# イアゴ・ファルケ・シルバ
イアゴ・ファルケ・シルバ（Iago Falque Silva, 1990年1月4日 - ）は、スペイン・ガリシア州ア・コルーニャ県ビーゴ出身のサッカー選手。ポジションはフォワード。
ヤーゴ・ファルケとも表記される。

## 経歴

### FCバルセロナ
ガリシア州・ビーゴに生まれたが、2000年から2001年にはレアル・マドリードの下部組織（カンテラ）に所属し、2001年にライバルのFCバルセロナの下部組織に移った。インフェリオール・カテゴリーで頭角を現し、逸材のひとりとして注目されるようになり、2008年にはFCバルセロナBがセグンダ・ディビシオンB（3部）に昇格し、それと同時にイアゴもアトレティックのメンバーに昇格した。それまでFCバルセロナBを率いていたジョゼップ・グアルディオラ監督がトップチームの監督に就任したため、ルイス・エンリケがアトレティックの監督に就任し、イアゴはFCバルセロナBでのデビュー戦で初得点を挙げた。しかし、イアゴはエンリケ監督と折り合いが悪く、さらに同ポジションのガイ・アスリンら年下の成長も著しかったため、U-19スペイン代表であるにも関わらず戦力外通告を受けた。

### ユヴェントスFC
2008年8月30日、イタリア・セリエAのユヴェントスFCと4年契約を結んだ。複数のクラブがイアゴに関心を寄せていたが、ユヴェントスのクラウディオ・ラニエリ監督はファルケが活躍したアイルランドでのU-19トーナメントを直接視察に訪れていた。フリートランスファーであったが、活躍次第でFCバルセロナには250万ユーロの補償金が支払われる。2008-09シーズンのはプリマベーラ（ユース）で主力としてプレーして活躍し、アルビン・エクダルやロレンツォ・アリアウドらと共に、ビアレッジョ国際ユーストーナメントで優勝した。12月6日、USレッチェ戦でトップチームへの初招集を受けた。2009年夏のプレシーズンにはACミランとの練習試合でトップチームデビューを果たしたが、8月25日、セリエAのASバーリにレンタル移籍し、2009-10シーズン前半戦はユースチームでプレーした。2010年1月にユヴェントスに復帰したが、ユヴェントスでもやはりユースチームでプレーした。2010年7月29日、スペイン・セグンダ・ディビシオンB（3部）のビジャレアルCF Bにレンタル移籍した。2010-11シーズンはレギュラーとして36試合に出場してチームトップの11得点を挙げたが、ビジャレアルCFは買い取りオプションを行使せず、2011年6月30日に契約元のユヴェントスに戻った。2011年8月25日、1年間の契約でイングランド・プレミアリーグのトッテナム・ホットスパーFCにレンタル移籍した。契約には完全移籍での買い取りオプションが付けられた。9月15日、UEFAヨーロッパリーグ・PAOKサロニカ戦(0-0)でデビューした。

### トッテナム・ホットスパーFC
2012年1月16日、トッテナムに完全移籍し、直ちにフットボールリーグ・チャンピオンシップ（2部相当）で首位を走るサウサンプトンFCにシーズン終了までの契約で期限付き移籍した。レスター・シティFC戦でデビューした。2013年1月24日、スペイン2部のUDアルメリアにシーズン終了まで期限付き移籍した。2013年8月25日、ラージョ・バジェカーノに期限付き移籍した。

### ジェノアCFC
2014年7月31日、ジェノアCFCに完全移籍した。

### ASローマ
2015年7月1日、ASローマに買取義務付きのレンタルで移籍した。100万ユーロのレンタル料に加え、公式戦に出場した時点で700万ユーロでの買取義務が発生する。
2015年8月22日、エラス・ヴェローナ戦で66分にモハメド・サラーとの交代で途中出場し、ローマ移籍後初出場を果たした。9月12日、フロジノーネ戦でローマでの初ゴールを挙げた。10月20日、UEFAチャンピオンズリーグのバイエル・レバークーゼン戦でCL初ゴールを挙げた。ローマでの初年度は、27試合3得点の記録を残した。2016年1月にルチアーノ・スパレッティが監督に就任してからは出場機会を減らした。

### トリノFC
2016年7月18日、アダム・リャイッチとともにトリノFCに移籍した。買取オプション付きのレンタルでの形での加入となった。前半戦で15試合8得点と活躍を見せ、2017年1月5日にトリノは買取オプションを行使し、完全移籍した。
2020年1月31日、古巣のジェノアCFCにシーズン終了までのローンで5年ぶりに復帰。なお、買取オプションが付帯していたが、シーズン終了後に行使されずトリノに復帰。
2020年9月29日、1シーズンローンでベネヴェント・カルチョに加入。
2021年8月31日、トリノとの契約を双方合意の下に解除。

### アメリカ・デ・カリ
2022年1月23日、アメリカ・デ・カリに加入した。

### 代表
2007年にはベルギーで開催されたUEFA U-17欧州選手権で優勝し、韓国で開催されたFIFA U-17ワールドカップでは準優勝した。2008年にはチェコで開催されたUEFA U-19欧州選手権に出場し、12月にはガリシア代表に初招集された。ボージャン・クルキッチらと同世代で、スペインでは“Quinta de Bojan”（ボージャン世代）と呼ばれる逸材揃いの世代の一員とされている。

## タイトル

### 代表
U-17スペイン代表
- UEFA U-17欧州選手権 : 2007